# Ernesto (film)
Ernesto je koprodukční hraný film z roku 1979, který režíroval Salvatore Samperi podle stejnojmenného románu Umberta Saby z roku 1975. Snímek měl světovou premiéru na Mezinárodním filmovém festivalu v Berlíně 12. února 1979.

## Děj
Příběh se odehrává v roce 1911 v Terstu. 17letý Ernesto žije se svou matkou v domě svého židovského strýce Giovanniho a jeho manželky Reginy. Ernesto se prohlašuje za socialistu, čímž se dostává do konfliktu se svým strýcem. Ernesto pracuje jako úředník v obchodě u Carla Wildera. Zde se seznámí s dělníkem, který se do Ernesta zamiluje a tím začne jejich utajený sexuální vztah. Kvůli dobovému skandálu, který vedl k sebevraždě homosexuálního bankéře, se Ernesto rozhodne jejich vztah ukončit. Ernesto se chce stát profesionálním houslistou. Na jednom koncertu se seznámí s Iliem, 15letým synem bohaté rodiny Luzzatů. Ernesto mu nabídne soukromé doučování. Při něm dojde k citovému sblížení obou chlapců. Ernesto však dá přednost z konvenčních důvodů Iliově sestře Rachele.

## Obsazení
| Martin Halm      | Ernesto                  |
| Michele Placido  | dělník                   |
| Virna Lisiová    | Ernestova matka          |
| Concha Velasco   | teta Regina              |
| Turi Ferro       | Carlo Wilder             |
| Concha Velasco   | teta Regina              |
| Lara Wendel      | Ilio / Rachele Luzzato   |
| Paco Marsó       | strýc Giovanni           |
| Gisela Hahn      | paní Luzzato             |
| Stefano Madia    | Andrea, Ernestův kamarád |
| Renato Salvatori | dělník Cesco             |
| Miranda Nocelli  | prostitutka Sandra       |

## Ocenění
- Berlinale: stříbrný medvěd pro nejlepšího herce (Michele Placido)[2]